# Совјетски Савез на Олимпијским играма
Совјетски Савез се први пут појавио на Олимпијским играма 1952. године. Од тада Совјетски Савез је на олимпијским играма наступио 18 пута, девет пута на Летњим олимпијским играма и од тога чак седам пута је био рангиран као најбоља држава учесник по броју освојених медаља и два пута је био на другом месту. На Зимским олимпијским играма Совјетски Савез је такође имао успеха у девет наступа седам пута је био први међу државама које су наступале на играма и два пута други по броју освојених медаља.
Национални олимпијски комитет Совјетског Савеза (Олимпийский комитет СССР) је основан 21. априла 1951. а признат од стране Међународног олимпијског комитета 7. маја 1951. године. Исте године када је Совјетски репрезентативац Константин Андрианов постао члан Међународног олимпијског комитета, СССР је и постао члан олимпијског покрета. 
Летње олимпијске игре 1952. у Хелсинкију су постале прве игре за Совјетски Савез. Прву златну олимпијску медаљу је освојила Нина Ромашкова у атлетској дисциплини бацање диска и са дужином од 51.42 m поставила нови олимпијски рекорд. 
Зимске олимпијске игре 1956. у Кортина д'Ампецу су постале прве Зимске олимпијске игре за Совјетски Савез. Овде су такође освојили прегршт, шеснаест, медаља. Прву златну медаљу за Совјете је освојила Љубов Козирева у скијању на 10 km.
Совјетски Савез је једанпут био домаћин олимпијских игара:
- Летње олимпијске игре 1980. у Москви

Ове игре су биле бојкотоване од стране САД и још 54 других држава, у знак протеста због Совјетске инвазије на Авганистан. Следеће Летње олимпијске игре су се одржавале у САД, Лос Анђелесу где су Совјети узвратили бојкот игара Америци, овај пут Совјетима се придружили 15 земаља у бојкоту. 
СССР је престао да постоји 26. децембра 1991. године а Олимпијски комитет је још деловао до 12. марта 1992. године, када је распуштен.
На Летњим олимпијским играма 1992. године у одржаним Барселони дванаест од петнаест совјетских република је послало своје представнике и они су се такмичили као Уједињени тим и под олимпијском заставом, где су опет били први по броју освојених медаља. Уједињени тим се такође такмичио на Зимским олимпијским играма 1992., где је своје представнике послало седам од дванаест бивших Совјетских република и овај тим је у укупном скору завршио на другом месту по броју освојених медаља
Олимпијци Совјетског Савеза су закључно са 1992. годином освојили 1.204 медаље на олимпијадама, 1.010 на летњим и 194 на зимским играма. 

## Медаље

### Освојене медаље на ЛОИ
| Освојене медаље Совјетског Савеза на ЛОИ |                                 |                                 |                                 |                                 |                                 |          |
| Место одржавања                          | Спортиста                       | Злато                           | Сребро                          | Бронза                          | Укупно                          | Позиција |
| 1952 Хелсинки                            | 295 (40)                        | 22                              | 30                              | 19                              | 71                              | 2        |
| 1956 Мелбурн и Стокхолм                  | 283 (39)                        | 37                              | 29                              | 32                              | 98                              | 1        |
| 1960 Рим                                 | 284 (50)                        | 43                              | 29                              | 31                              | 103                             | 1        |
| 1964 Токио                               | 319 (63)                        | 30                              | 31                              | 35                              | 96                              | 2        |
| 1968 Мексико Сити                        | 313 (67)                        | 29                              | 32                              | 30                              | 91                              | 2        |
| 1972 Минхен                              | 373 (71)                        | 50                              | 27                              | 22                              | 99                              | 1        |
| 1976 Монтреал                            |                                 | 49                              | 41                              | 35                              | 125                             | 1        |
| 1980 Москва                              |                                 | 80                              | 69                              | 46                              | 195                             | 1        |
| 1984 Лос Анђелес                         | Совјетски Савез није учествовао | Совјетски Савез није учествовао | Совјетски Савез није учествовао | Совјетски Савез није учествовао | Совјетски Савез није учествовао |          |
| 1988 Сеул                                |                                 | 55                              | 31                              | 46                              | 132                             | 1        |
| Укупно                                   |                                 | 395                             | 319                             | 296                             | 1010                            |          |

### Освојене медаље на ЗОИ
| Освојене медаље Совјетског Савеза на ЗОИ |           |       |        |        |        |          |
| Место одржавања                          | Спортиста | Злато | Сребро | Бронза | Укупно | Позиција |
| 1956. Кортина д'Ампецо                   | 55 (7)    | 7     | 3      | 6      | 16     | 1        |
| 1960. Скво Вали                          | 62 (13)   | 7     | 5      | 9      | 21     | 1        |
| 1964. Инзбрук                            | 69 (17)   | 11    | 8      | 6      | 25     | 1        |
| 1968. Гренобл                            | 74 (21)   | 5     | 5      | 3      | 13     | 2        |
| 1972. Сапоро                             | 78 (20)   | 8     | 5      | 3      | 16     | 1        |
| 1976. Инзбрук                            |           | 13    | 6      | 8      | 27     | 1        |
| 1980. Лејк Плесид                        |           | 10    | 6      | 6      | 22     | 1        |
| 1984. Сарајево                           |           | 6     | 10     | 9      | 25     | 2        |
| 1988. Калгари                            |           | 11    | 9      | 9      | 29     | 1        |
| Укупно                                   |           | 78    | 57     | 59     | 194    |          |